# Kinn
Kinn is een gemeente in de Noorse provincie Vestland. De gemeente ontstond in 2020 uit de fusie van de vroegere gemeenten Flora en een deel van Vågsøy in de vroegere provincie Sogn og Fjordane. De gemeente telt rond 18.000 inwoners (2019).
Alver ·  Askvol · Askøy · Aurland · Austevoll · Austrheim · Bergen · Bjørnafjorden · Bremanger · Bømlo · Eidfjord · Etne · Fedje · Fitjar · Fjaler · Gloppen · Gulen · Hyllestad · Høyanger · Kinn · Kvam · Kvinnherad · Luster · Lærdal · Masfjorden · Modalen · Osterøy · Samnanger · Sogndal · Solund · Stad · Stord · Stryn · Sunnfjord · Sveio · Tysnes · Ullensvang · Ulvik · Vaksdal · Vik · Voss · Øygarden · Årdal

Fylker van Noorwegen